# Samostan Drinskih mučenica u Novom Travniku
Samostan Drinskih mučenica, rimokatolički samostan redovnica Družbe Kćeri Božje ljubavi u Novom Travniku.